# ロビン (歌手)
ロビン（Robyn）は、スウェーデン出身のポップシンガーソングライターである。代表曲に「ショウ・ミー・ラヴ」「ビー・マイン」「ウィズ・エヴリ・ハートビート」などがある。

## 経歴
両親共に俳優だったため、小さい頃から芸術的な環境で育つ。9歳から子役として芸能界デビュー。1989年にスウェーデンとノルウェー合作のアニメ『The Journey to Melonia』に声優として参加。
13歳の1991年の時にスウェーデンのテレビ番組のテーマ曲を歌い、他のテレビ番組にも出演している。その頃同じスウェーデン出身の歌手メイヤに見出される。
1994年に16歳でRCAレコードと契約しデビュー・シングルである「You've Got That Somethin'」をリリース。続くシングル「Do You Really Want Me（Show Respect）」が本国でヒットし一躍人気シンガーとなった。1997年にはアメリカやイギリスでもヒットし、それ以降世界的に活躍している。
2005年に、自らコニチワ・レコードを立ち上げ、以降はこのレーベルから作品を発表している。
他のアーティスト（ブリトニー・スピアーズ、ジョーダン・スパークスなど）への曲提供や、フィーチャリング・アーティスト（クリスチャン・フォーク、スヌープ・ドッグ、ロイクソップなど）としても参加多数。

## 私生活
2002年にオロフ・インガーと結婚したが、2011年に破局した。

## ディスコグラフィ
- 『ロビン・イズ・ヒア』 - Robyn Is Here (1995年)
- My Truth (1999年)
- Don't Stop the Music (2002年)
- 『ロビン』 - Robyn (2005年)
- Body Talk Pt. 1 (2010年)
- Body Talk Pt. 2 (2010年)
- Body Talk (2010年)
- Honey (2018年)